# Holcostethus
Genre
Holcostethus est un genre d'insectes du sous-ordre des hétéroptères (punaises).

## Espèces rencontrées en Europe
- Holcostethus albipes (Fabricius 1781)
- Holcostethus congenitus Putshkov 1965
- Holcostethus evae Ribes 1988
- Holcostethus inclusus (Dohrn 1860)
- Holcostethus sphacelatus (Fabricius 1794)
- Holcostethus strictus (Fabricius 1803)
  - Holcostethus strictus strictus (Fabricius 1803)
  - Holcostethus strictus vernalis (Wolff 1804)